# Lewisburg, Kentucky
Lewisburg är en stad (city) i Logan County i delstaten Kentucky, USA. 2010 hade staden 810 invånare.